# Parkstadion Baunatal
Het Parkstadion Baunatal is een multifunctioneel stadion in Baunatal, een stad in Duitsland. 
Het stadion werd geopend in 1979. In het stadion is plaats voor 7.578 toeschouwers. Hiervan zijn 2.578 overdekte zitplaatsen en 5.000 staanplaatsen. Het stadion wordt vooral gebruikt voor voetbal- en atletiekwedstrijden gespeeld., de voetbalclub KSV Baunatal maakt gebruik van dit stadion.

## Interlands
| Voetbalinterlands | Voetbalinterlands | Voetbalinterlands          | Voetbalinterlands | Voetbalinterlands    | Voetbalinterlands |
| №                 | Datum             | Wedstrijd                  | Uitslag           | Competitie           | Toeschouwers      |
| ----------------- | ----------------- | -------------------------- | ----------------- | -------------------- | ----------------- |
| 1                 | 14 november 1979  | West-Duitsland – Noorwegen | 0–1               | OS 1980 kwalificatie | 4.667             |